# Agua Zarca, Tlacoapa
Agua Zarca är en ort i Mexiko.   Den ligger i kommunen Tlacoapa och delstaten Guerrero, i den sydöstra delen av landet, 250 km söder om huvudstaden Mexico City. Agua Zarca ligger 1 081 meter över havet och antalet invånare är 132.
Terrängen runt Agua Zarca är kuperad åt sydost, men åt nordväst är den bergig. Runt Agua Zarca är det ganska glesbefolkat, med 42 invånare per kvadratkilometer. Närmaste större samhälle är Malinaltepec, 16,9 km nordost om Agua Zarca. I omgivningarna runt Agua Zarca växer huvudsakligen savannskog.